# Liga Femenina Challenge 2022-23
La Liga Femenina Challenge de baloncesto 2022-23 fue la segunda edición de la Liga Femenina Challenge, que reemplazó la temporada pasada a la Liga Femenina 2 como segunda máxima competición de clubes femeninos de baloncesto en España. Comenzó el 1 de octubre de 2022 con la primera jornada de la liga regular y terminó el 30 de abril de 2023.
Desde la creación de la LF Challenge la temporada 2021-22, ha sido la primera vez en la historia con tres Ligas Femeninas FEB de ámbito nacional. Además, la pirámide de competiciones de clubes femeninos ha quedado equiparada a la de los masculinos.

## Sistema de competición
Se mantuvo el mismo sistema inaugural de la temporada anterior, la LF Challenge se disputó bajo un único grupo de competición en el que sus 16 equipos se enfrentaron en una Liga Regular a ida/vuelta.
De este modo, la competición contó con un total de 30 jornadas.
Plazas de ascenso: A la conclusión de la Liga Regular (J.30), el equipo que logró conquistar la primera plaza, ascendió de manera directa a la Liga Femenina. Los equipos clasificados entre la segunda y la novena plaza accedieron a unos Playoffs en los que se puso en juego la segunda de ellas. Para ello, sus participantes disputaron una ronda de cuartos de final en formato ida/vuelta y tras la que, sus cuatro vencedores, se midieron en una Final Four en sede única (semifinales + final).
Plazas de descenso: Al término de la Liga Regular (J.30), los dos últimos clasificados de la competición (15.º y 16.º) descendieron a la Liga Femenina 2 de cara a la temporada 2023/24.

## Clubs participantes
Esta segunda temporada, los 16 equipos de la LF Challenge fueron los siguientes, un equipo descendido de la  Liga Femenina 21-22, 11 equipos de la temporada  anterior 21-22,  junto a 4 equipos ascendidos de la Liga Femenina 2 21-22:
| Equipo                                  | Ciudad      | Posición 21-22   |
| --------------------------------------- | ----------- | ---------------- |
| Baxi Ferrol                             | Ferrol      | Descenso LF 16.º |
| Recoletas Zamora                        | Zamora      | 3.º              |
| Vantage Towers Alcobendas               | Alcobendas  | 5.º              |
| CAB Estepona Jardín de la Costa del Sol | Estepona    | 6.º              |
| Osés Construcción Ardoi                 | Zizur Mayor | 7.º              |
| Celta Zorka Recalvi                     | Vigo        | 8.º              |
| Lima-Horta Barcelona                    | Barcelona   | 9.º              |
| Sernova Renovables Real Canoe           | Madrid      | 10.º             |
| Alter Enersun Al-Qázeres Extremadura    | Cáceres     | 11.º             |
| Club Joventut Badalona                  | Badalona    | 12.º             |
| La Cordá de Paterna NB                  | Paterna     | 13.º             |
| Domusa Teknik ISB                       | Azcoitia    | 14.º             |
| Vega Lagunera Toyota Adareva Tenerife   | La Laguna   | Ascenso LF2      |
| Picken Claret                           | Valencia    | Ascenso LF2      |
| Melilla Sport Capital La Salle          | Melilla     | Ascenso LF2      |
| Milar Córdoba Baloncesto Femenino       | Córdoba     | Ascenso LF2      |

## Liga Regular
| | Equipo                                  | J  | G  | P  | PF   | PC   | DP   | Puntos |
| --- | --------------------------------------- | -- | -- | -- | ---- | ---- | ---- | ------ |
| 1 | Baxi Ferrol                             | 30 | 27 | 3  | 2207 | 1798 | 409  | 57     |
| 2 | Recoletas Zamora                        | 30 | 23 | 7  | 2037 | 1738 | 299  | 53     |
| 3 | Vantage Towers Alcobendas               | 30 | 22 | 8  | 2188 | 1902 | 286  | 52     |
| 4 | Celta Zorka Recalvi                     | 30 | 21 | 9  | 2038 | 1826 | 212  | 51     |
| 5 | Club Joventut Badalona                  | 30 | 21 | 9  | 2128 | 1914 | 214  | 51     |
| 6 | La Cordá de Paterna NB                  | 30 | 17 | 13 | 1921 | 1905 | 16   | 47     |
| 7 | Alter Enersun Al-Qázeres Extremadura    | 30 | 15 | 15 | 1911 | 1914 | -3   | 45     |
| 8 | CAB Estepona Jardín de la Costa del Sol | 30 | 14 | 16 | 2050 | 2034 | 16   | 44     |
| 9 | Osés Construcción Ardoi                 | 30 | 14 | 16 | 1904 | 1921 | -6   | 44     |
| 10 | Sernova Renovables Real Canoe           | 30 | 12 | 18 | 1942 | 2080 | -138 | 42     |
| 11 | Vega Lagunera Toyota Adareva Tenerife   | 30 | 11 | 19 | 1932 | 2136 | -204 | 41     |
| 12 | Melilla Sport Capital La Salle          | 30 | 10 | 20 | 2014 | 2099 | -85  | 40     |
| 13 | Lima-Horta Barcelona                    | 30 | 10 | 20 | 1962 | 2110 | -148 | 40     |
| 14 | Picken Claret                           | 30 | 10 | 20 | 1661 | 1874 | -213 | 40     |
| 15 | Domusa Teknik ISB                       | 30 | 10 | 20 | 1829 | 1947 | -118 | 40     |
| 16 | Milar Córdoba Baloncesto Femenino       | 30 | 3  | 27 | 1686 | 2212 | -526 | 33     |
| Fuente: Federación Española de Baloncesto: Clasificación de la Liga Femenina Challenge; actualización automática |                                         |    |    |    |      |      |      |        |

## Playoffs
La ciudad elegida como sede para la Final Four (semifinales y final) fue la ciudad gallega de Vigo.  El Celta Zorka Recalvi derrotó en la final al La Cordá de Paterna NB por 67 a 57, logrando el ascenso que supondría su vuelta a la máxima categoría del baloncesto español tras 11 años. A él se sumaría el también gallego Baxi Ferrol, ascendido como campeón de la liga regular, lo cual supondrá la presencia de tres equipos gallegos en la máxima categoría por primera vez en 17 años.
|  | Cuartos de final            | Cuartos de final            | Cuartos de final            | Cuartos de final            | Cuartos de final         | Cuartos de final         |                             |                             | Semifinales                 | Semifinales                 | Semifinales                 | Semifinales | Semifinales | Semifinales |  |  | Final | Final | Final | Final | Final | Final |
|  |                             |                             |                             |                             |                          |                          |                             |                             |                             |                             |                             |             |             |             |  |  |       |       |       |       |       |       |
|  |                             |                             |                             |                             |                          |                          |                             |                             |                             |                             |                             |             |             |             |  |  |       |       |       |       |       |       |
|  |                             |                             |                             |                             |                          |                          |                             |                             |                             |                             |                             |             |             |             |  |  |       |       |       |       |       |       |
|  | 2 Recoletas Zamora          | 2 Recoletas Zamora          | 2 Recoletas Zamora          | 2 Recoletas Zamora          | 67                       | 69                       |                             |                             |                             |                             |                             |             |             |             |  |  |       |       |       |       |       |       |
|  | 2 Recoletas Zamora          | 2 Recoletas Zamora          | 2 Recoletas Zamora          | 2 Recoletas Zamora          | 67                       | 69                       |                             |                             |                             |                             |                             |             |             |             |  |  |       |       |       |       |       |       |
|  | 9 Osés Construcción Ardoi   | 9 Osés Construcción Ardoi   | 9 Osés Construcción Ardoi   | 9 Osés Construcción Ardoi   | 59                       | 36                       |                             |                             |                             |                             |                             |             |             |             |  |  |       |       |       |       |       |       |
|  | 9 Osés Construcción Ardoi   | 9 Osés Construcción Ardoi   | 9 Osés Construcción Ardoi   | 9 Osés Construcción Ardoi   | 59                       | 36                       | 2 Recoletas Zamora          | 2 Recoletas Zamora          | 2 Recoletas Zamora          | 2 Recoletas Zamora          | 2 Recoletas Zamora          | 56          |             |             |  |  |       |       |       |       |       |       |
|  |                             |                             |                             |                             |                          |                          | 2 Recoletas Zamora          | 2 Recoletas Zamora          | 2 Recoletas Zamora          | 2 Recoletas Zamora          | 2 Recoletas Zamora          | 56          |             |             |  |  |       |       |       |       |       |       |
|  |                             | 6 La Cordá de Paterna NB    | 6 La Cordá de Paterna NB    | 6 La Cordá de Paterna NB    | 6 La Cordá de Paterna NB | 6 La Cordá de Paterna NB | 70                          |                             |                             |                             |                             |             |             |             |  |  |       |       |       |       |       |       |
|  | 5 Club Joventut Badalona    | 5 Club Joventut Badalona    | 5 Club Joventut Badalona    | 5 Club Joventut Badalona    | 6 La Cordá de Paterna NB | 6 La Cordá de Paterna NB | 70                          | 57                          | 58                          |                             |                             |             |             |             |  |  |       |       |       |       |       |       |
|  | 5 Club Joventut Badalona    | 5 Club Joventut Badalona    | 5 Club Joventut Badalona    | 5 Club Joventut Badalona    |                          |                          |                             |                             |                             |                             |                             |             |             |             |  |  |       |       |       |       |       |       |
|  | 6 La Cordá de Paterna NB    | 6 La Cordá de Paterna NB    | 6 La Cordá de Paterna NB    | 6 La Cordá de Paterna NB    | 53                       | 70                       |                             |                             |                             |                             |                             |             |             |             |  |  |       |       |       |       |       |       |
|  | 6 La Cordá de Paterna NB    | 6 La Cordá de Paterna NB    | 6 La Cordá de Paterna NB    | 6 La Cordá de Paterna NB    | 53                       | 70                       | 6 La Cordá de Paterna NB    | 6 La Cordá de Paterna NB    | 6 La Cordá de Paterna NB    | 6 La Cordá de Paterna NB    | 6 La Cordá de Paterna NB    | 57          |             |             |  |  |       |       |       |       |       |       |
|  |                             |                             |                             |                             |                          |                          | 6 La Cordá de Paterna NB    | 6 La Cordá de Paterna NB    | 6 La Cordá de Paterna NB    | 6 La Cordá de Paterna NB    | 6 La Cordá de Paterna NB    | 57          |             |             |  |  |       |       |       |       |       |       |
|  |                             | 4 Celta Zorka Recalvi       | 4 Celta Zorka Recalvi       | 4 Celta Zorka Recalvi       | 4 Celta Zorka Recalvi    | 4 Celta Zorka Recalvi    | 67                          |                             |                             |                             |                             |             |             |             |  |  |       |       |       |       |       |       |
|  | 3 Vantage Towers Alcobendas | 3 Vantage Towers Alcobendas | 3 Vantage Towers Alcobendas | 3 Vantage Towers Alcobendas | 4 Celta Zorka Recalvi    | 4 Celta Zorka Recalvi    | 67                          | 62                          | 94                          |                             |                             |             |             |             |  |  |       |       |       |       |       |       |
|  | 3 Vantage Towers Alcobendas | 3 Vantage Towers Alcobendas | 3 Vantage Towers Alcobendas | 3 Vantage Towers Alcobendas |                          |                          |                             |                             |                             |                             |                             |             |             |             |  |  |       |       |       |       |       |       |
|  | 8 CAB Estepona JCS          | 8 CAB Estepona JCS          | 8 CAB Estepona JCS          | 8 CAB Estepona JCS          | 67                       | 73                       |                             |                             |                             |                             |                             |             |             |             |  |  |       |       |       |       |       |       |
|  | 8 CAB Estepona JCS          | 8 CAB Estepona JCS          | 8 CAB Estepona JCS          | 8 CAB Estepona JCS          | 67                       | 73                       | 3 Vantage Towers Alcobendas | 3 Vantage Towers Alcobendas | 3 Vantage Towers Alcobendas | 3 Vantage Towers Alcobendas | 3 Vantage Towers Alcobendas | 71          |             |             |  |  |       |       |       |       |       |       |
|  |                             |                             |                             |                             |                          |                          | 3 Vantage Towers Alcobendas | 3 Vantage Towers Alcobendas | 3 Vantage Towers Alcobendas | 3 Vantage Towers Alcobendas | 3 Vantage Towers Alcobendas | 71          |             |             |  |  |       |       |       |       |       |       |
|  |                             | 4 Celta Zorka Recalvi       | 4 Celta Zorka Recalvi       | 4 Celta Zorka Recalvi       | 4 Celta Zorka Recalvi    | 4 Celta Zorka Recalvi    | 80                          |                             |                             |                             |                             |             |             |             |  |  |       |       |       |       |       |       |
|  | 4 Celta Zorka Recalvi       | 4 Celta Zorka Recalvi       | 4 Celta Zorka Recalvi       | 4 Celta Zorka Recalvi       | 4 Celta Zorka Recalvi    | 4 Celta Zorka Recalvi    | 80                          | 57                          | 55                          |                             |                             |             |             |             |  |  |       |       |       |       |       |       |
|  | 4 Celta Zorka Recalvi       | 4 Celta Zorka Recalvi       | 4 Celta Zorka Recalvi       | 4 Celta Zorka Recalvi       |                          |                          |                             |                             |                             |                             |                             |             |             |             |  |  |       |       |       |       |       |       |
|  | 7 AE Al-Qázeres Extremadura | 7 AE Al-Qázeres Extremadura | 7 AE Al-Qázeres Extremadura | 7 AE Al-Qázeres Extremadura | 53                       | 51                       |                             |                             |                             |                             |                             |             |             |             |  |  |       |       |       |       |       |       |
|  | 7 AE Al-Qázeres Extremadura | 7 AE Al-Qázeres Extremadura | 7 AE Al-Qázeres Extremadura | 7 AE Al-Qázeres Extremadura | 53                       | 51                       |                             |                             |                             |                             |                             |             |             |             |  |  |       |       |       |       |       |       |

## Postemporada
Ascendieron a Liga Femenina:
- Baxi Ferrol (Campeonas).
- Celta Zorka Recalvi (Subcampeonas).

Descendieron de Liga Femenina:
- Innova-TSN Leganés.
- (  Tenerife La Laguna Clarinos descendió hasta la Liga Femenina 2, al intercambiar su plaza con el  Azul Marino Viajes Mallorca Sant Josep).[5]

Descendieron a Liga Femenina 2:
- Domusa Teknik ISB.
- (  Milar Córdoba Baloncesto Femenino descendió y renunció a la Liga Femenina 2).[6]

Ascendieron desde Liga Femenina 2:
- Unicaja Mijas.
- Advisoria Boet Mataró (al ocupar la vacante por la renuncia del  Ingenia Solar Energy Costa de Almería).[7]
- Azul Marino Viajes Mallorca Sant Josep (ascendió al intercambiar su plaza con el  Tenerife La Laguna Clarinos).[5]
- (  Ingenia Solar Energy Costa de Almería renunció al ascenso y tampoco se inscribió en la Liga Femenina 2).[8]